# Петков, Никола
Никола Димитров Петков (21 июля 1893, София — 23 сентября 1947) — болгарский политический деятель, один из лидеров Болгарского земледельческого народного союза (БЗНС).

## Семья
- Отец — Димитр Петков (1858—1907) — болгарский политический деятель, лидер Народно-либеральной партии, премьер-министр (1906—1907), убит политическим противником.
- Мать — Екатерина Ризова (1869—1937).
- Брат — Петко (1891—1924) — болгарский политический деятель, член БЗНС, дипломат. Депутат парламента и лидер левого крыла БЗНС (1923—1924). Убит на улице агентом общественной безопасности (спецслужбы).
- Сестра — Радка (1887-?).
- Сестра — София (1890—1952

## Биография

### Образование, военная служба, журналистика
Окончил классический отдел 1-й Софийской мужской гимназии (1910). Изучал право и политические науки в Сорбонне. В 1912 вернулся в Болгарию для участия в 1-й Балканской войне, поступил на службу в гвардейский полк. Также воевал в рядах Болгарской армии во время 2-й Балканской войны и Первой мировой войны, после окончания которой вернулся в Париж, завершив обучение на юридическом факультете Сорбонны с отличием в 1922 г. Под влиянием своего брата Петко стал сторонником БЗНС. Работал в болгарской миссии в Париже, но после переворота 9 июня 1923 г. вышел в отставку и остался во Франции, где занимался журналистикой.

### Политик
В 1929 г. Никола вернулся в Болгарию, был редактором газет «Земя» (1931—1932) и «Земеделско знаме», органа БЗНС «Александр Стамболийский» — левого крыла БЗНС (1932—1933). Автор книги об Александре Стамболийском, в которой дал политический анализ и характеристику жизни и деятельности лидера «земледельцев». Член постоянного присутствия БЗНС «Александр Стамболийский» (1932—1933). После переворота 19 мая 1934 г. сотрудничал с широким спектром оппозиционных партий, включая и Рабочую партию (под названием которой действовала нелегальная Коммунистическая партия). В 1938 г. был избран депутатом 24-го Обыкновенного Народного собрания, но его выборы были кассированы властями, а сам Петков был интернирован в Ивайлограде.
После эмиграции лидера БЗНС «Александр Стамболийский» доктора Г. М. Димитрова (Гемето) в 1941 г., стал его преемником. В том же году был заключён в лагерь «Гонда вода». Вёл переговоры с другими оппозиционными партиями о создании Отечественного фронта (ОФ), с 1943-го был представителем БЗНС в его Национальном совете. В конце 1943 года был интернирован в Свищеве, где продолжил политическую деятельность в составе Отечественного фронта вместе с социал-демократом Костой Лулчевым и другими политиками. В 1944 г. вернулся в Софию.

### Министр
После переворота 9 сентября 1944 г. стал министром без портфеля в первом правительстве Отечественного фронта (премьер-министр — Кимон Георгиев). Был министром с 9 сентября 1944 до августа 1945 гг., когда вышел в отставку в знак протеста против политики коммунистов, игравших ключевую роль в системе государственной власти. 28 октября 1944 г. участвовал в подписании в Москве перемирия Болгарии с державами-победительницами. Критично относился к репрессивным действиям новой власти, осуждал деятельность так называемого Народного суда, перед которым предстали видные деятели прежних правительств: «Будут судить регентов, министров, депутатов, военных и полицейских, объявленных фашистами. Это расправа с болгарской государственностью, а не с гитлеровскими агентами». В то же время осенью 1944 — весной 1945 Петков не выступал открыто против репрессий, оставаясь в составе правительства.

### Лидер оппозиции коммунистам
С 1945 г. — главный секретарь БЗНС, редактор газеты «Народно земеделско знаме». После отставки с поста министра и выхода из Отечественного фронта стал лидером Объединённой оппозиции, выступавшей против коммунистов, был сторонником переноса парламентских выборов 1945 на более поздний срок с тем, чтобы оппозиционные силы получили более широкие возможности для своей деятельности. Писал в одном из предсмертных писем, что «ушёл в оппозицию не для того, чтобы бороться против ОФ, не с целью свержения ОФ, а с целью борьбы против отклонений от его программы от 17 сентября 1944 г., против некоторых ошибок и уклонов». После раскола БЗНС возглавил БЗНС «Никола Петков».

Перед выборами осени 1946 г. стал одним из лидеров оппозиционного блока «Федерация сельского и городского труда», выступавшего за демократическую, независимую республику, основанную на свободе, равенстве, праве собственности и социальной справедливости, за добровольное и свободное кооперирование на основе частной собственности. Блок получил на выборах около 28 % голосов избирателей, что было явным успехом в условиях запугивания избирателей и фальсификации выборов, проводившихся коммунистами. С 26 октября 1946 — депутат 6-го Великого народного собрания. Петков активно выступал в поддержку парламентской демократии, являлся сторонником расширения связей Болгарии с западными странам, противником однозначной ориентации на СССР. При обсуждении декларации нового правительства заявил, что оппозиция «не признает декларацию правительства, являющегося результатом выборов, проведённых в обстановке угроз, беззаконий, избиений, арестов и убийств, а не свободного волеизъявления болгарского народа».
В апреле 1947 газета «Народно земеделско знаме» была закрыта. За несколько дней до этого Петков писал, что редко в истории человечества свобода прессы и право человека свободно выражать своё мнение имели столько фанатичных противников, открыто и тайно стремящихся их уничтожить, как это происходит сегодня. Никогда раньше тоталитарная идея о диктатуре не была столь тесно связана с насилием над человеческой мыслью и совестью.
Был обвинён коммунистами в контрреволюционной деятельности, организации заговоров против республики. 5 июня 1947 лишён депутатской неприкосновенности и арестован в зале парламента, где он выступал с речью, отвергая выдвинутые против него обвинения и резко критикуя коммунистический режим. Попытка оппозиционных депутатов защитить своего лидера завершилась их избиением вооружёнными сотрудниками милиции. Вскоре 23 депутата также были лишены полномочий.

### Суд и казнь
5 августа Петков предстал перед судом, решительно отверг все обвинения в свой адрес. Заявил в своём последнем слове, обращаясь к судьям-коммунистам: «Переворота я не готовил, но боролся против вас!». 16 августа суд приговорил его к смертной казни по обвинению в шпионаже. 26 августа БЗНС «Никола Петков» был распущен. Западная общественность, представители правительств США и Великобритании требовали от болгарских властей отмены смертного приговора. Однако кампания в защиту Петкова привела к противоположному результату — если до неё лидеры болгарских коммунистов рассматривали вопрос о замене смертной казни пожизненным заключением, то затем они изменили позицию. Лидер компартии и премьер-министр Георгий Димитров писал своим коллегам: 

После того, как англо-американцы вмешались и предъявили категоричное требование отменить смертный приговор, данный вопрос приобретает для нас уже особое внутри- и внешнеполитическое значение и вызывает необходимость изменить наше первоначальное намерение. Затрагивается непосредственно суверенитет Болгарии и представляется возможность для нового поощрения реакции в стране. Если приговор не будет исполнен, это будет расценено в стране и за рубежом как капитуляция перед вмешательством извне и поощрит интервентов к новому вмешательству… Приговор следует привести в исполнение, независимо от того, какие заявления сделал бы осуждённый. Таково мнение и наших друзей.

 (Под «друзьями» Димитров имел в виду советских руководителей).
В период между вынесением приговора и приведением его в исполнение власти пытались добиться от Петкова раскаяния, однако его первые письма были негативно восприняты членами политбюро ЦК компартии Болгарии, которое на своём заседании 13 сентября приняло политическое решение о казни лидера оппозиции. Лишь перед казнью, 22 сентября Петков упал духом и под сильнейшим давлением написал письмо, в котором признал свою политическую деятельность в последние два года «полностью ошибочной», «обслуживавшей внутреннюю и международную реакцию». 23 сентября приговор был приведён в исполнение, место захоронения неизвестно. 
15 января 1990 г. Петков был посмертно реабилитирован.

## Память о Николе Петкове
В 1990—1992 гг., после краха коммунистического режима в Болгарии, существовала партия БЗНС «Никола Петков» (преемница запрещённой в 1947), которая в 1992 вошла в состав объединённого БЗНС. В 2005 г. была создана Народная земледельческая партия «Никола Петков». Имя Петкова пользуется большим уважением в среде современных «земледельческих» политиков Болгарии. В его честь в Софии назван бульвар, также в болгарской столице установлен памятник трём лидерам БЗНС, находившимся в оппозиции коммунистам — Николе Петкову, доктору Г. М. Димитрову, скончавшемуся в эмиграции, и Димитру Гичеву, многие годы проведшему в заключении.